# Groat
Groat è il nome tradizionale per la moneta inglese d'argento dal valore di quattro penny coniata dal 1351 al 1660 circa e poi dal 1831 al 1888 con la dizione "four pence" (4 penny). Ci furono con varie interruzioni in entrambi i periodi. L'ultimo fu coniato la regina Vittoria nel 1888. In seguito la moneta è stata coniata per il Maundy set.
In Scozia fu battuto dal 1357 al 1558: inizialmente il groat aveva il valore di quattro penny, ma nel tempo il valore salì prima a 8 e poi a 12 penny. All'inizio era una moneta d'argento e nelle ultime emissioni fu coniato in biglione.

## Nome
Il nome viene da quello delle monete spesse o grandi come il Groschen o grosso, monete d'argento coniate in Tirolo nel 1271 e a Venezia nel XIII secolo, che furono le prime di queste dimensioni a circolare nel Sacro Romano Impero ed in altre parti dell'Europa.
Nel caso del groat il precedente diretto fu il gros tournois (grosso di Tours), che era anche noto come groot (olandese per "grande" o "largo") nei Paesi Bassi.
Con il nome "groat" in inglese ci si riferisce più un generale alle monete europee note con il nome grosso, come ad esempio il grosso di Venezia citato da Marco Polo.

## Storia

### Inghilterra
Solo dopo che il gros tournier ebbe preso a circolare in Inghilterra, il groat inglese fu coniato sotto re Edoardo I.
Teoricamente il groat inglese avrebbe dovuto contenere il peso corrispondente a quattro penny cioè 96 grani (6,2 g) di sterling silver. Il primo groat emesso pesava invece 89 grani (5,8 g) e le emissioni successive divennero progressivamente più leggere. Il peso fu ridotto a 72 grani (4,7 g) sotto Edoardo III, 60 grains (3,9 g) sotto Enrico IV, e 48 grani (3,1 g) sotto Edoardo IV.
Dal 1544 al 1560 (mentre il peso era diminuito nel 1559 a 32 grani, 2,1 g) il titolo dell'argento divenne minore di quello dello sterling silver e dopo il 1561 per quasi un secolo non ci furono più emissioni.

### Scozia
In Scozia il groat fu introdotto sotto il regno di Davide II di Scozia (1329 - 1371), assieme al mezzo groat.
Fu coniato fino al regno di Maria Stuarda.
Il groat scozzese inizialmente valeva 4 penny, in seguiti passò ad 8 e poi a 12 penny (1 scellino).

### Irlanda
Il groat fu introdotto il Irlanda sotto Enrico VI, durante il suo primo regno, dopo il 1425.
Il peso legale all'inizio era di 45 grani ma nel suo secondo regno era già sceso a 27,2 grani.
Accanto al groat furono introdotti da Edoardo IV anche il mezzo groat ed il doppio groat chiamato anche double.
La successiva monetazione di groat fu quella di Riccardo III, in diverse zecche tra cui quella di Drogheda; il peso era di 30 grani.
Con Enrico VII il peso sale a 32 grani e con Enrico VIII a 35-40.
Sotto Maria I ci fu una prima emissione dal peso di 32 grani seguita, dopo il matrimonio con Filippo, da una seconda emissione negli anni 1555, 57 e 58, dal peso di 47,5 grani.
Con Elisabetta I ci furono diverse emissioni di groat per tutto il periodo del suo regno.
Sotto Giacomo I non fu coniato nessun groat mentre sotto Carlo I questa denominazione fu battuta solo come moneta di necessità, durante la rivolta irlandese del 1641, all'interno del cosiddetto Inchiquin money: si trattava di pezzi d'argento su cui furono battute le legende che indicavano il valore del pezzo. Il groat pesava 33,3 grani ed era inserito in una serie che andava dalla mezza corona alla moneta da tre penny.
Il groat successivo fu quello coniato da Giacomo II in white metal, un'altra moneta di necessità emesse nel 1689-90.
Dopo questa data in Irlanda non furono più coniate monete con questo valore.

### Unione delle corone
Dal regno di Carlo II a quello di Giorgio III i groat (spesso indicati come fourpences, quattro penny) furono emessi irregolarmente per la circolazione generale; furono prevalentemente coniati invece come Maundy money.
Furono coniati in questo senso da:
| Re                | Monetazione standard | Maundy set                                       |
| ----------------- | -------------------- | ------------------------------------------------ |
| Carlo II          | 1660-62              | 1660-62; 1670..84                                |
| Giacomo II        |                      | 1686..88                                         |
| Guglielmo & Maria |                      | 1689..94                                         |
| Guglielmo III     |                      | 1698..1701                                       |
| Anna              |                      | 1703, 05, 06, 08..10, 13                         |
| Giorgio I         |                      | 1717, 23, 27                                     |
| Giorgio II        |                      | 1729, 31-32, 35, 37, 39-40, 43, 46, 60           |
| Giorgio III       |                      | 1763, 66, 72, 80, 84, 86 1792 1795, 1800 1816-20 |
| Giorgio IV        |                      | 1821-30                                          |
| Guglielmo IV      | 1836-37              | 1831-37                                          |
| Vittoria          | 1837..51, 1853..56   | 1838..1901                                       |

I groat provenienti dai Maundy money, a partire dal regno di Guglielmo e Maria, hanno al rovescio il numerale "4" coronato.
Era opinione che la coniazione standard del groat nel XIX secolo fosse ripresa su sollecitazione di Joseph Hume e per questo motivo la moneta era soprannominata "Joeys".
Queste ultime monete avevano il peso ulteriormente ridotto a circa 27 grani (1,9 g) ed avevano lo stesso diametro della moneta da tre penny contemporanea ma leggermente più spessi. Inoltre al rovescio avevano la Britannia.
Alcune monete da un groat continuarono a circolare in Scozia anche nel XX secolo.
La moneta da due penny d'argento era anche chiamata "half-groat" (mezzo groat).